# Colegio de España en París

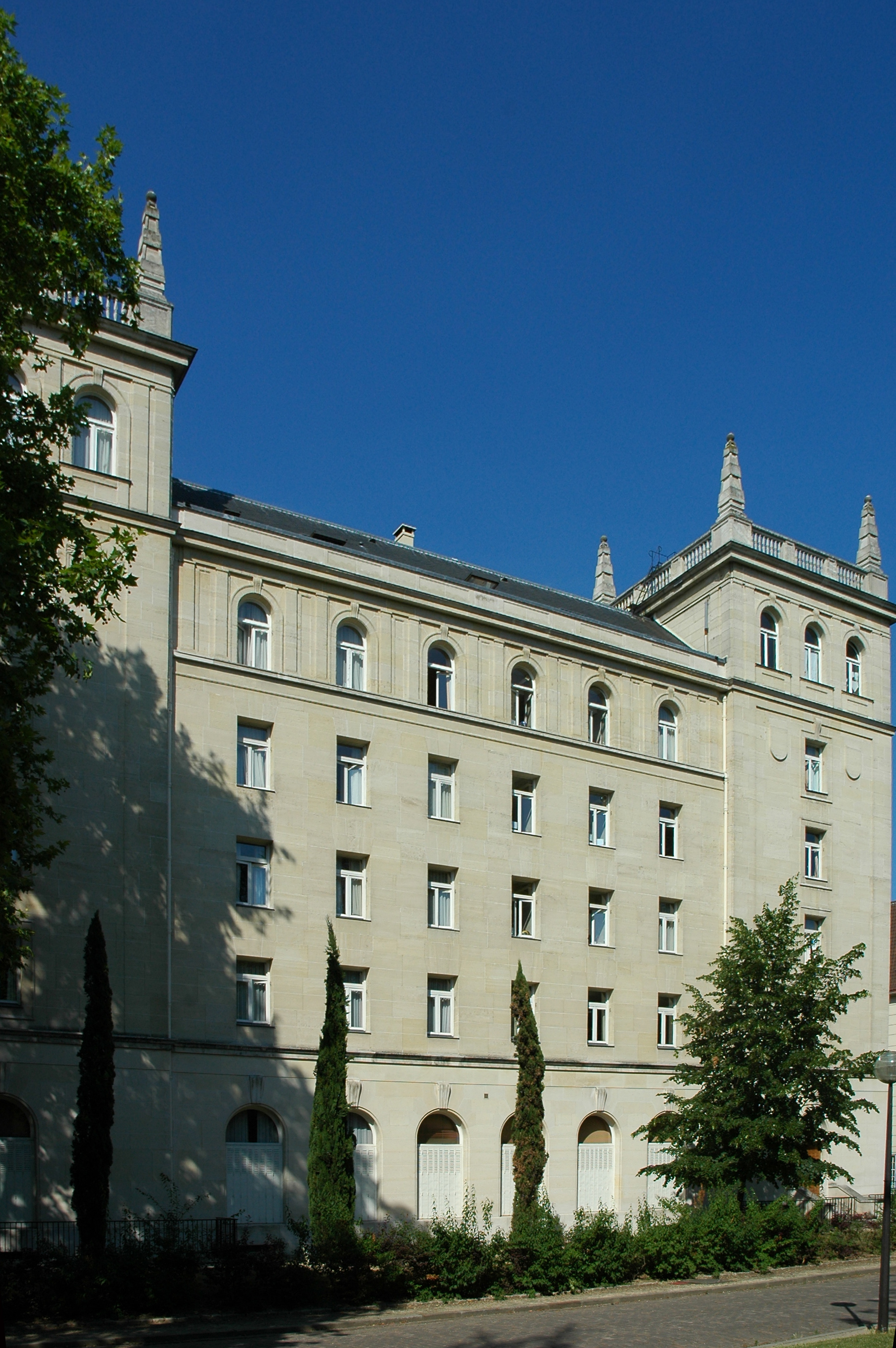
Fachada sur del Colegio de España en París.

El Colegio de España en París (Francia), fundado en abril de 1935, es una institución dependiente de la Secretaría General de Universidades del Ministerio de Ciencia, Innovación y Universidades de España. Su función es difundir la ciencia, el arte y la cultura españoles y fomentar los intercambios internacionales. Asimismo, es residencia de estudiantes, artistas e investigadores.
El Colegio de España se encuentra en el recinto de la Ciudad Internacional Universitaria de París, en el Distrito XIV de París, frente al parque Montsouris. Su fundación fue una prolongación en el exterior de la labor de la Junta de Ampliación de Estudios y de la Residencia de Estudiantes de Madrid. El arquitecto del edificio fue Modesto López Otero, que le imprimió un diseño de cierto nacionalismo, inspirado en el Monasterio de El Escorial y en el Palacio de Monterrey de Salamanca.

## Historia y construcción
El Colegio de España se encuentra dentro del complejo de la Cité universitaire de París, creada tras la I Guerra Mundial como punto de encuentro de estudiantes internacionales en París. Esta iniciativa será muy del gusto del gobierno español de la época. El propio rey Alfonso XIII, junto con otros personajes importantes como el Duque de Alba, y José María Quiñones de León, embajador de España en París, se interesarán por el proyecto. Las obras comienzan en 1929, según el proyecto historicista de Modesto López Otero.
La proclamación de la II República retrasó un tanto las obras del Colegio, que se vieron reimpulsadas por el nuevo embajador, Salvador de Madariaga. Finalmente, tras diversos avatares, fue inaugurado el 10 de abril de 1935, en una ceremonia a la que asistió el presidente de la República Francesa, Albert Lebrun, el embajador de España en París, Juan Francisco de Cárdenas y personalidades como José Ortega y Gasset y Miguel de Unamuno (que era rector de la Universidad de Salamanca). 
El Colegio funcionó ininterrumpidamente, acogiendo a diversos intelectuales exiliados tras la Guerra Civil, como Pío Baroja, Severo Ochoa o Xavier Zubiri. Fue clausurado (aunque no ocupado, como sí lo fueron los colegios de otros países), como toda la Cité universitaire, durante la ocupación alemana de París y reabierto en 1945.
Tras los sucesos de Mayo del 68 y la ocupación del mismo por estudiantes, el Colegio es cerrado por el gobierno franquista, quien se niega a reabrirlo, a pesar de los requerimientos de los estudiantes y del propio rector de la Universidad de París.
Los años cerrados y un incendio deterioran las instalaciones. Ya en la democracia, el ministro José María Maravall retoma el proyecto de reapertura, comenzando las obras de restauración en 1985. Él mismo, junto con los Reyes de España y el Presidente de la República Francesa (entonces François Mitterand) presidirá la reapertura del Colegio el 17 de junio de 1987. Desde entonces ha desarrollado ininterrumpidamente su labor, hasta hoy. Le fue concedida en 1995 la Placa de Honor de la Orden de Alfonso X el Sabio.

## El edificio
El edificio que lo cobija tiene un marcado estilo historicista (como la mayor parte de los otros colegios de la Cité). Sigue unas líneas muy puras, que recuerdan a las seguidas por Juan de Herrera en el Monasterio de El Escorial o por Rodrigo Gil de Hontañón para el Palacio de Monterrey de Salamanca. Tiene planta en forma de H, con cuatro torres en los extremos, rematadas con cuatro hachones fajados, muy similares a los del edificio del Archivo de Indias de Sevilla. La fachada principal está recorrida por los doce escudos de doce universidades españolas clásicas.

## Directores
(por orden cronológico)
- Ángel Establier (1934-1949)
- José Antonio Maravall (1949-1954)
- Joaquín Pérez Villanueva (1957-1968)
- Carmina Virgili (1987-1996)
- Luis Racionero (1996-2001)
- José Varela Ortega (2002-2005)
- Francisco Javier de Lucas Martín (2005-2012)
- Juan Ojeda Sanz (2012-2018)
- Justo Zambrana (2018-act)

## Personajes célebres
Durante la guerra civil española se convirtió en un lugar de acogida temporal para determinados intelectuales, pasando por allí Pío Baroja, Blas Cabrera o Azorín.
José María Maravall, que fue el ministro de Educación que reabrió el Centro, había residido en él cuando su padre, José Antonio Maravall, era director del mismo entre 1949 y 1954.

## Distinciones
Orden de Alfonso X el Sabio en su grado de placa de honor - 1995

## Colegiales famosos
Entre sus antiguos residentes se encuentran:
- Fernando Arrabal
- Pío Baroja
- Américo Castro
- Luis Cernuda
- Ramón Chao
- Eduardo Chillida
- Ernest Lluch
- Severo Ochoa
- José Peris Lacasa
- Josep Puig i Cadafalch
- Pío del Río Hortega
- Antoni Tàpies
- Narciso Yepes
- Xavier Zubiri

## Listado no exhaustivo de artistas que han expuesto en el Colegio de España
- Rafael Álvarez Ortega, 1952

B
- Doro Balaguer, 1958
- Francisco Bores, 1935

C
- Vicente Castellano, 1957
- Federico Castellón, 1935
- Eduardo Chillida, 1950

D
- Rafa de Corral, 1999
- Salvador Dalí, 1935

E
- Godofredo Edo, 1959

F
- Francisco Farreras, 1959

G
- Pablo Gargallo, 1935
- Julio González, 1935
- Juan Gris, 1935
- Josep Guinovart, 1954

H
- Manuel Hernández Mompó, 1951
- Joan Hernández Pijuan, 1959

I
- Camilo Isaza Torres, 1952

L
- José Lloveras,

M
- Ricardo Macarrón, 1949.
- Cirilo Martínez Novillo, 1952
- Rafael Merlo Rico, 1946
- Joan Miró, 1935
- Lucio Muñoz, 1956.

N
- Ignacio Nieves Beltrán, 1951

0
- Jesús Olasagasti, 1935
- Agustín Olguera, 1934

P
- Pablo Palazuelo, 1954
- Pablo Picasso, 1935
- August Puig, 1957

Q
- Leonci Quera Tisner, 1956

R
- Albert Ràfols-Casamada, 1950
- Juli Ramis i Palau, 1952
- Manuel Ramos, 2018

S
- Antonio Saura, 1954
- Eusebio Sempere, 1948, 1958
- Gianfranco Spada, 2016

T
- Antoni Tàpies, 1950

U
- Joxe Ulibarrena, 1951

V
- Salvador Victoria, 1958